# Cyclopropylacetyleen
Cyclopropylacetyleen is een organische verbinding met als brutoformule C5H6. De stof komt voor als een ontvlambare vloeistof, die gebruikt wordt als reagens bij de bereiding van farmaceutische stoffen en andere organische verbindingen.

## Synthese
Er zijn verschillende methoden gepubliceerd voor de synthese van cyclopropylacetyleen. De vroegste gaan uit van de chlorering van cyclopropylmethylketon met fosforpentachloride. Daarna wordt het reactieproduct, 1-cyclopropyl-1,1-dichloorethaan door een dubbele dehydrochlorering omgezet in cyclopropylacetyleen. Dit gebeurt met een sterke base, zoals kalium-tert-butoxide, in dimethylsulfoxide:
De opbrengst van deze methode is echter aan de lage kant (20-25%). Een one-pot-synthese van cyclopropylacetyleen gaat uit van 5-chloor-1-pentyn dat reageert met n-butyllithium of n-hexyllithium. Als oplosmiddel fungeert cyclohexaan. De reactie is een metallatie, gevolgd door een cyclisatie. Het reactieproduct wordt dan gekoeld en langzaam wordt een waterige oplossing toegevoegd van ammoniumchloride. Er ontstaat een tweefasenmengsel: een zware waterfase en een lichtere organische fase, die cyclopropylacetyleen bevat:

## Toepassingen
Cyclopropylacetyleen wordt gebruikt als reagens in organische reacties. Het is bijvoorbeeld een bouwsteen van de HIV-remmer efavirenz. Het kan ook worden toegepast bij de Huisgen-1,3-dipolaire cycloadditie.